# Zlata medalja Kraljeve astronomske družbe
Zlata medalja Kraljeve astronomske družbe (izvirno angleško Gold Medal of the Royal Astronomical Society) je najvišja znanstvena nagrada, ki jo podeljuje Kraljeva astronomska družba (RAS) iz Londona.

## Zgodovina
V začetku so podeljevali več kot eno medaljo na leto. Od leta 1833 podeljujejo le eno medaljo na leto. To je pri odkritju planeta Neptun leta 1846 povzročilo težave, ker so mnogi menili, da bi morali medaljo podeliti Adamsu in Le Verrieru. Tako leta 1847 niso podelili nobene medalje.

## Prejemniki
Medaljo so dvakrat prejeli: Airy, Baily, Bessel, Encke, Hansen, John Herschel, Huggins, Le Verrier, Pickering.
| leto | slika                             | astronomija                                         | geofizika                                           | opombe | sklici       |
| ---- | --------------------------------- | --------------------------------------------------- | --------------------------------------------------- | ------ | ------------ |
| 2017 |                                   | Nick Kaiser                                         |                                                     |        | [ 1 ]        |
| 2017 |                                   | Michele Dougherty                                   |                                                     |        | [ 1 ]        |
| 2016 |                                   | John David Barrow                                   |                                                     |        | [ 2 ]        |
| 2016 |                                   | Philip England                                      |                                                     |        | [ 2 ]        |
| 2015 |                                   | Michel Mayor                                        |                                                     |        | [ 3 ]        |
| 2015 |                                   | Michael Lockwood                                    |                                                     |        | [ 3 ]        |
| 2014 |                                   | Carlos Frenk                                        |                                                     |        | [ 4 ] [ 5 ]  |
| 2014 |                                   | John Zarnecki                                       |                                                     |        | [ 4 ] [ 5 ]  |
| 2013 |                                   | Roger David Blandford                               |                                                     |        | [ 4 ] [ 6 ]  |
| 2013 |                                   | Chris Chapman                                       |                                                     |        | [ 4 ] [ 6 ]  |
| 2012 |                                   | Andrew Fabian                                       |                                                     |        | [ 4 ] [ 7 ]  |
| 2012 |                                   | John Campbell Brown                                 |                                                     |        | [ 4 ] [ 7 ]  |
| 2011 |                                   | Richard Salisbury Ellis                             |                                                     |        | [ 4 ] [ 8 ]  |
| 2011 |                                   | Eberhard Grün                                       |                                                     |        | [ 4 ] [ 8 ]  |
| 2010 |                                   | Douglas Gough                                       |                                                     |        | [ 4 ] [ 9 ]  |
| 2010 |                                   | John Woodhouse                                      |                                                     |        | [ 4 ] [ 9 ]  |
| 2009 |                                   | David A. Williams                                   |                                                     |        | [ 4 ] [ 10 ] |
| 2009 |                                   | Eric Priest                                         |                                                     |        | [ 4 ] [ 10 ] |
| 2008 |                                   | Joseph Silk                                         |                                                     |        | [ 4 ]        |
| 2008 |                                   | Brian Kennett                                       |                                                     |        | [ 4 ]        |
| 2007 |                                   | Leonard Culhane                                     |                                                     |        | [ 4 ]        |
| 2007 |                                   | Nigel Oscar Weiss                                   |                                                     |        | [ 4 ]        |
| 2006 |                                   | Simon David Manton White                            |                                                     |        | [ 4 ]        |
| 2006 |                                   | Stan Cowley                                         |                                                     |        | [ 4 ]        |
| 2005 | Eleanor Margaret Peachey Burbidge |                                                     | [ a ]                                               | [ 4 ]  |              |
| 2005 | Geoffrey Ronald Burbidge          |                                                     | [ a ]                                               | [ 4 ]  |              |
| 2005 |                                   | Carole Jordan                                       |                                                     | [ 4 ]  |              |
| 2004 |                                   | Jeremiah Paul Ostriker                              |                                                     |        | [ 4 ]        |
| 2004 |                                   | Grenville Turner                                    |                                                     |        | [ 4 ]        |
| 2003 |                                   | John Norris Bahcall                                 |                                                     |        | [ 4 ]        |
| 2003 |                                   | David Gubbins                                       |                                                     |        | [ 4 ]        |
| 2002 |                                   | Leon Mestel                                         |                                                     |        | [ 4 ]        |
| 2002 |                                   | John Arthur Jacobs                                  |                                                     |        | [ 4 ]        |
| 2001 |                                   | Hermann Bondi                                       |                                                     |        | [ 4 ]        |
| 2001 |                                   | Henry Rishbeth                                      |                                                     |        | [ 4 ]        |
| 2000 |                                   | Leon Lucy                                           |                                                     |        | [ 4 ] [ 11 ] |
| 2000 |                                   | Robert Hutchison                                    |                                                     |        | [ 4 ] [ 11 ] |
| 1999 |                                   | Bohdan Paczyński                                    |                                                     |        | [ 4 ]        |
| 1999 |                                   | Kenneth Budden                                      |                                                     |        | [ 4 ]        |
| 1998 |                                   | Philip James Edwin Peebles                          |                                                     |        | [ 4 ]        |
| 1998 |                                   | Robert Ladislav Parker                              |                                                     |        | [ 4 ]        |
| 1997 |                                   | Donald Edward Osterbrock                            |                                                     |        | [ 4 ]        |
| 1997 |                                   | Donald Farley                                       |                                                     |        | [ 4 ]        |
| 1996 |                                   | Vera Cooper Rubin                                   |                                                     | [ b ]  | [ 4 ]        |
| 1996 |                                   | Kenneth Creer                                       |                                                     |        | [ 4 ]        |
| 1995 |                                   | Rašid Alijevič Sjunjajev                            |                                                     |        | [ 4 ]        |
| 1995 |                                   | John Theodore Houghton                              |                                                     |        | [ 4 ]        |
| 1994 |                                   | James Edward Gunn                                   |                                                     |        | [ 4 ]        |
| 1994 |                                   | Thomas R. Kaiser                                    |                                                     |        | [ 4 ]        |
| 1993 |                                   | Donald Lynden-Bell                                  |                                                     |        | [ 4 ]        |
| 1993 |                                   | Peter Goldreich                                     |                                                     |        | [ 4 ]        |
| 1992 |                                   | Eugene Newman Parker                                |                                                     |        | [ 4 ]        |
| 1992 |                                   | Dan Peter McKenzie                                  |                                                     |        | [ 4 ]        |
| 1991 |                                   | Vitalij Lazarevič Ginzburg                          |                                                     |        | [ 4 ]        |
| 1991 |                                   | Gerald Joseph Wasserburg                            |                                                     |        | [ 4 ]        |
| 1990 |                                   | Bernard Ephraim Julius Pagel                        |                                                     |        | [ 4 ]        |
| 1990 |                                   | James W. Dungey                                     |                                                     |        | [ 4 ]        |
| 1989 |                                   | Kenneth Alwyne Pounds                               |                                                     |        | [ 4 ]        |
| 1989 |                                   | Raymond Hide                                        |                                                     |        | [ 4 ]        |
| 1988 |                                   | Cornelis de Jager                                   |                                                     |        | [ 4 ]        |
| 1988 |                                   | Don Lynn Anderson                                   |                                                     |        | [ 4 ]        |
| 1987 |                                   | Martin John Rees                                    |                                                     |        | [ 4 ]        |
| 1987 |                                   | Takeši Nagata                                       |                                                     |        | [ 4 ]        |
| 1986 |                                   | Alexander Dalgarno                                  |                                                     |        | [ 4 ]        |
| 1986 |                                   | George Edward Backus                                |                                                     |        | [ 4 ]        |
| 1985 |                                   | Stephen Hawking                                     |                                                     |        | [ 4 ]        |
| 1985 |                                   | Thomas Gold                                         |                                                     |        | [ 4 ]        |
| 1984 |                                   | Jakov Borisovič Zeldovič                            |                                                     |        | [ 4 ]        |
| 1984 |                                   | Stanley Keith Runcorn                               |                                                     |        | [ 4 ]        |
| 1983 |                                   | Michael John Seaton                                 |                                                     |        | [ 4 ]        |
| 1983 |                                   | Fred Lawrence Whipple                               |                                                     |        | [ 4 ]        |
| 1982 |                                   | Riccardo Giacconi                                   |                                                     |        | [ 4 ]        |
| 1982 |                                   | Harrie Stewart Wilson Massey                        |                                                     |        | [ 4 ]        |
| 1981 |                                   | Bernard Lovell                                      |                                                     |        | [ 4 ]        |
| 1981 |                                   | James Freeman Gilbert                               |                                                     |        | [ 4 ]        |
| 1980 |                                   | Maarten Schmidt                                     |                                                     |        | [ 4 ]        |
| 1980 |                                   | Chaim Leib Pekeris                                  |                                                     |        | [ 4 ]        |
| 1979 |                                   | Charles Gorrie Wynne                                |                                                     |        | [ 4 ]        |
| 1979 |                                   | Leon Knopoff                                        |                                                     |        | [ 4 ]        |
| 1978 |                                   | Lyman Strong Spitzer                                |                                                     |        | [ 4 ]        |
| 1978 |                                   | James Van Allen                                     |                                                     |        | [ 4 ]        |
| 1977 |                                   | John Gatenby Bolton                                 |                                                     |        | [ 4 ]        |
| 1977 |                                   | David Robert Bates                                  |                                                     |        | [ 4 ]        |
| 1976 |                                   | William Hunter McCrea                               |                                                     |        | [ 4 ]        |
| 1976 |                                   | John Ashworth Ratcliffe                             |                                                     |        | [ 4 ]        |
| 1975 |                                   | Jesse Leonard Greenstein                            |                                                     |        | [ 4 ]        |
| 1975 |                                   | Ernst Julius Öpik                                   |                                                     |        | [ 4 ]        |
| 1974 |                                   | Ludwig Franz Benedict Biermann                      |                                                     |        | [ 4 ]        |
| 1974 |                                   | Keith Edward Bullen                                 |                                                     |        | [ 4 ]        |
| 1973 |                                   | Edwin Ernest Salpeter                               |                                                     |        | [ 4 ]        |
| 1973 |                                   | Alfred Francis Birch                                |                                                     |        | [ 4 ]        |
| 1972 |                                   | Fritz Zwicky                                        |                                                     |        | [ 4 ]        |
| 1972 |                                   | Hal Thirlaway                                       |                                                     |        | [ 4 ]        |
| 1971 |                                   | Richard van der Riet Woolley                        |                                                     |        | [ 4 ]        |
| 1971 |                                   | Frank Press                                         |                                                     |        | [ 4 ]        |
| 1970 |                                   | Horace Welcome Babcock                              |                                                     |        | [ 4 ]        |
| 1969 |                                   | Martin Schwarzschild                                |                                                     |        | [ 4 ]        |
| 1969 |                                   | Albert Thomas Price                                 |                                                     |        | [ 4 ]        |
| 1968 |                                   | Fred Hoyle                                          |                                                     |        | [ 4 ]        |
| 1968 |                                   | Walter Heinrich Munk                                |                                                     |        | [ 4 ]        |
| 1967 |                                   | Allan Rex Sandage                                   |                                                     |        | [ 4 ]        |
| 1967 |                                   | Hannes Olof Gösta Alfvén                            |                                                     |        | [ 4 ]        |
| 1966 |                                   | Ira Sprague Bowen                                   |                                                     |        | [ 4 ]        |
| 1966 |                                   | Harold Clayton Urey                                 |                                                     |        | [ 4 ]        |
| 1965 |                                   | Gerald Maurice Clemence                             |                                                     |        | [ 4 ]        |
| 1965 |                                   | Edward Crisp Bullard                                |                                                     |        | [ 4 ]        |
| 1964 |                                   | Martin Ryle                                         |                                                     |        | [ 4 ]        |
| 1964 |                                   | Maurice Ewing                                       |                                                     |        | [ 4 ]        |
| 1963 |                                   |                                                     | Harry Hemley Plaskett                               |        | [ 4 ]        |
| 1962 |                                   | Bengt Strömgren                                     |                                                     |        | [ 4 ]        |
| 1961 |                                   | Herman Zanstra                                      |                                                     |        | [ 4 ]        |
| 1960 |                                   | Viktor Amazaspovič Ambarcumjan                      |                                                     |        | [ 4 ]        |
| 1959 |                                   | Raymond Arthur Lyttleton                            |                                                     |        | [ 4 ]        |
| 1958 |                                   |                                                     | André-Louis Danjon                                  |        | [ 4 ]        |
| 1957 |                                   | Albrecht Otto Johannes Unsöld                       |                                                     |        | [ 4 ]        |
| 1956 |                                   |                                                     | Thomas George Cowling                               |        | [ 4 ]        |
| 1955 |                                   | Dirk Brouwer                                        |                                                     |        | [ 4 ]        |
| 1954 |                                   | Walter Baade                                        |                                                     |        | [ 4 ]        |
| 1953 |                                   | Subrahmanyan Chandrasekhar                          |                                                     |        | [ 4 ]        |
| 1952 |                                   | John Jackson                                        |                                                     |        | [ 4 ]        |
| 1951 |                                   | Antonie Pannekoek                                   |                                                     |        | [ 4 ]        |
| 1950 |                                   | Joel Stebbins                                       |                                                     |        | [ 4 ]        |
| 1949 |                                   |                                                     | Sydney Chapman                                      |        | [ 4 ]        |
| 1948 |                                   | Bertil Lindblad                                     |                                                     |        | [ 4 ]        |
| 1947 |                                   |                                                     | Marcel Gilles Jozef Minnaert                        |        | [ 4 ]        |
| 1946 |                                   | Jan Hendrik Oort                                    |                                                     |        | [ 4 ]        |
| 1945 |                                   |                                                     | Bengt Edlén                                         |        | [ 4 ]        |
| 1944 |                                   | Otto Struve                                         |                                                     |        | [ 4 ]        |
| 1943 |                                   |                                                     | Harold Spencer Jones                                |        | [ 4 ]        |
| 1942 |                                   | ni bila podeljena                                   | ni bila podeljena                                   |        |              |
| 1941 |                                   | ni bila podeljena                                   | ni bila podeljena                                   |        |              |
| 1940 | Slika:Edwin-hubble.jpg            | Edwin Powell Hubble                                 |                                                     |        | [ 4 ]        |
| 1939 |                                   |                                                     | Bernard Ferdinand Lyot                              |        | [ 4 ]        |
| 1938 |                                   | William Hammond Wright                              |                                                     |        | [ 4 ]        |
| 1937 |                                   |                                                     | Harold Jeffreys                                     |        | [ 4 ]        |
| 1936 |                                   |                                                     | Hisaši Kimura                                       |        | [ 4 ]        |
| 1935 |                                   | Edward Arthur Milne                                 |                                                     |        | [ 4 ]        |
| 1934 |                                   | Harlow Shapley                                      |                                                     |        | [ 4 ]        |
| 1933 |                                   | Vesto Melvin Slipher                                |                                                     |        | [ 4 ]        |
| 1932 |                                   | Robert Grant Aitken                                 |                                                     |        | [ 4 ]        |
| 1931 |                                   | Willem de Sitter                                    |                                                     |        | [ 4 ]        |
| 1930 |                                   | John Stanley Plaskett                               |                                                     |        | [ 4 ]        |
| 1929 |                                   | Ejnar Hertzsprung                                   |                                                     |        | [ 4 ]        |
| 1928 |                                   |                                                     | Ralph Allen Sampson                                 |        | [ 4 ]        |
| 1927 |                                   | Frank Schlesinger                                   |                                                     |        | [ 4 ]        |
| 1926 |                                   | Albert Einstein                                     |                                                     |        | [ 4 ]        |
| 1925 |                                   |                                                     | Frank Watson Dyson                                  |        | [ 4 ]        |
| 1924 |                                   | Arthur Stanley Eddington                            |                                                     |        | [ 4 ]        |
| 1923 |                                   | Albert Abraham Michelson                            |                                                     |        | [ 4 ]        |
| 1922 |                                   | James Hopwood Jeans                                 |                                                     |        | [ 4 ]        |
| 1921 |                                   | Henry Norris Russell                                |                                                     |        | [ 4 ]        |
| 1920 |                                   | ni bila podeljena                                   | ni bila podeljena                                   |        |              |
| 1919 |                                   | Camille Guillaume Bigourdan                         |                                                     |        | [ 4 ]        |
| 1918 |                                   |                                                     | John Evershed                                       |        | [ 4 ]        |
| 1917 |                                   | Walter Sydney Adams                                 |                                                     |        | [ 4 ]        |
| 1916 |                                   | John Dreyer                                         |                                                     |        | [ 4 ]        |
| 1915 |                                   |                                                     | Alfred Fowler                                       |        | [ 4 ]        |
| 1914 |                                   | Max Franz Joseph Cornelius Wolf                     |                                                     |        | [ 4 ]        |
| 1913 |                                   |                                                     | Henri-Alexandre Deslandres                          |        | [ 4 ]        |
| 1912 |                                   | Arthur Robert Hinks                                 | Arthur Robert Hinks                                 |        | [ 4 ]        |
| 1911 |                                   | Philip Herbert Cowell                               |                                                     |        | [ 4 ]        |
| 1910 |                                   |                                                     | Karl Friedrich Küstner                              |        | [ 4 ]        |
| 1909 |                                   | Johan Oskar Backlund                                |                                                     |        | [ 4 ]        |
| 1908 |                                   |                                                     | David Gill                                          |        | [ 4 ]        |
| 1907 |                                   |                                                     | Ernest William Brown                                |        | [ 4 ]        |
| 1906 |                                   | William Wallace Campbell                            |                                                     |        | [ 4 ]        |
| 1905 |                                   | Lewis Boss                                          |                                                     |        | [ 4 ]        |
| 1904 |                                   |                                                     | George Ellery Hale                                  |        | [ 4 ]        |
| 1903 |                                   |                                                     | Karl Hermann Struve                                 |        | [ 4 ]        |
| 1902 |                                   | Jacobus Cornelius Kapteyn                           | Jacobus Cornelius Kapteyn                           |        | [ 4 ]        |
| 1901 |                                   | Edward Charles Pickering                            | Edward Charles Pickering                            |        | [ 4 ]        |
| 1900 |                                   | Henri Poincaré                                      | Henri Poincaré                                      |        | [ 4 ]        |
| 1899 |                                   | Frank McClean                                       | Frank McClean                                       |        | [ 4 ]        |
| 1898 |                                   | William Frederick Denning                           | William Frederick Denning                           |        | [ 4 ]        |
| 1897 |                                   | Edward Emerson Barnard                              | Edward Emerson Barnard                              |        | [ 4 ]        |
| 1896 |                                   | Seth Carlo Chandler                                 | Seth Carlo Chandler                                 |        | [ 4 ]        |
| 1895 |                                   | Isaac Roberts                                       | Isaac Roberts                                       |        | [ 4 ]        |
| 1894 |                                   | Sherburne Wesley Burnham                            | Sherburne Wesley Burnham                            |        | [ 4 ]        |
| 1893 |                                   | Hermann Carl Vogel                                  | Hermann Carl Vogel                                  |        | [ 4 ]        |
| 1892 |                                   | George Howard Darwin                                | George Howard Darwin                                |        | [ 4 ]        |
| 1891 |                                   | ni bila podeljena                                   | ni bila podeljena                                   |        |              |
| 1890 |                                   | ni bila podeljena                                   | ni bila podeljena                                   |        |              |
| 1889 |                                   | Maurice Loewy                                       | Maurice Loewy                                       |        | [ 4 ]        |
| 1888 |                                   | Arthur Georg Friedrich Julius von Auwers            | Arthur Georg Friedrich Julius von Auwers            |        | [ 4 ]        |
| 1887 |                                   | George William Hill                                 | George William Hill                                 |        | [ 4 ]        |
| 1886 |                                   | Edward Charles Pickering                            | Edward Charles Pickering                            |        | [ 4 ]        |
| 1886 | Charles Pritchard                 |                                                     |                                                     |        | [ 4 ]        |
| 1885 |                                   | William Huggins                                     | William Huggins                                     |        | [ 4 ]        |
| 1884 |                                   | Andrew Ainslie Common                               | Andrew Ainslie Common                               |        | [ 4 ]        |
| 1883 |                                   | Benjamin Apthorp Gould                              | Benjamin Apthorp Gould                              |        | [ 4 ]        |
| 1882 |                                   | David Gill                                          | David Gill                                          |        | [ 4 ]        |
| 1881 |                                   | Axel Möller                                         | Axel Möller                                         |        | [ 4 ]        |
| 1880 |                                   | ni bila podeljena                                   | ni bila podeljena                                   |        |              |
| 1879 |                                   | Asaph Hall                                          | Asaph Hall                                          |        | [ 4 ]        |
| 1878 |                                   | Ercole Dembowski                                    | Ercole Dembowski                                    |        | [ 4 ]        |
| 1877 |                                   | ni bila podeljena                                   | ni bila podeljena                                   |        |              |
| 1876 |                                   | Urbain-Jean Joseph Le Verrier                       | Urbain-Jean Joseph Le Verrier                       |        | [ 4 ]        |
| 1875 |                                   | Heinrich Louis d'Arrest                             | Heinrich Louis d'Arrest                             |        | [ 4 ]        |
| 1874 |                                   | Simon Newcomb                                       | Simon Newcomb                                       |        | [ 4 ]        |
| 1873 |                                   | ni bila podeljena                                   | ni bila podeljena                                   |        |              |
| 1872 |                                   | Giovanni Virginio Schiaparelli                      | Giovanni Virginio Schiaparelli                      |        | [ 4 ]        |
| 1871 |                                   | ni bila podeljena                                   | ni bila podeljena                                   |        |              |
| 1870 |                                   | Charles-Eugène Delaunay                             | Charles-Eugène Delaunay                             |        | [ 4 ]        |
| 1869 |                                   | Edward James Stone                                  | Edward James Stone                                  |        | [ 4 ]        |
| 1868 |                                   | Urbain-Jean Joseph Le Verrier                       | Urbain-Jean Joseph Le Verrier                       |        | [ 4 ]        |
| 1867 |                                   | William Huggins                                     | William Huggins                                     |        | [ 4 ]        |
| 1867 | William Allen Miller              |                                                     |                                                     |        | [ 4 ]        |
| 1866 |                                   | John Couch Adams                                    | John Couch Adams                                    |        | [ 4 ]        |
| 1865 |                                   | George Phillips Bond                                | George Phillips Bond                                |        | [ 4 ]        |
| 1864 |                                   | ni bila podeljena                                   | ni bila podeljena                                   |        |              |
| 1863 |                                   | Friedrich Wilhelm August Argelander                 | Friedrich Wilhelm August Argelander                 |        | [ 4 ]        |
| 1862 |                                   | Warren de la Rue                                    | Warren de la Rue                                    |        | [ 4 ]        |
| 1861 |                                   | Hermann Mayer Salomon Goldschmidt                   | Hermann Mayer Salomon Goldschmidt                   |        | [ 4 ]        |
| 1860 |                                   | Peter Andreas Hansen                                | Peter Andreas Hansen                                |        | [ 4 ]        |
| 1859 |                                   | Richard Christopher Carrington                      | Richard Christopher Carrington                      |        | [ 4 ]        |
| 1858 |                                   | Robert Main                                         | Robert Main                                         |        | [ 4 ]        |
| 1857 |                                   | Heinrich Schwabe                                    | Heinrich Schwabe                                    |        | [ 4 ]        |
| 1856 |                                   | Robert Grant                                        | Robert Grant                                        |        | [ 4 ]        |
| 1855 |                                   | William Rutter Dawes                                | William Rutter Dawes                                |        | [ 4 ]        |
| 1854 |                                   | Karl Ludwig Christian Rümker                        | Karl Ludwig Christian Rümker                        |        | [ 4 ]        |
| 1853 |                                   | John Russell Hind                                   | John Russell Hind                                   |        | [ 4 ]        |
| 1852 |                                   | Christian August Friedrich Peters                   | Christian August Friedrich Peters                   |        | [ 4 ]        |
| 1851 |                                   | Annibale de Gasparis                                | Annibale de Gasparis                                |        | [ 4 ]        |
| 1850 |                                   | Otto Vasiljevič Struve                              | Otto Vasiljevič Struve                              |        | [ 4 ]        |
| 1849 |                                   | William Lassell                                     | William Lassell                                     |        | [ 4 ]        |
| 1848 |                                   | ni bila podeljena, nadomestila jo je častna medalja | ni bila podeljena, nadomestila jo je častna medalja | [ c ]  | [ 4 ]        |
| 1847 |                                   | ni bila podeljena                                   | ni bila podeljena                                   |        |              |
| 1846 |                                   | George Biddell Airy                                 | George Biddell Airy                                 |        | [ 4 ]        |
| 1845 |                                   | William Henry Smyth                                 | William Henry Smyth                                 |        | [ 4 ]        |
| 1844 |                                   | ni bila podeljena                                   | ni bila podeljena                                   |        |              |
| 1843 |                                   | Francis Baily                                       | Francis Baily                                       |        | [ 4 ]        |
| 1842 |                                   | Peter Andreas Hansen                                | Peter Andreas Hansen                                |        | [ 4 ]        |
| 1841 |                                   | Friedrich Wilhelm Bessel                            | Friedrich Wilhelm Bessel                            |        | [ 4 ]        |
| 1840 |                                   | Giovanni Antonio Amedeo Plana                       | Giovanni Antonio Amedeo Plana                       |        | [ 4 ]        |
| 1839 |                                   | John Wrottesley                                     | John Wrottesley                                     |        | [ 4 ]        |
| 1838 |                                   | ni bila podeljena                                   | ni bila podeljena                                   |        |              |
| 1837 |                                   | Otto August Rosenberger                             | Otto August Rosenberger                             |        | [ 4 ]        |
| 1836 |                                   | John Frederick William Herschel                     | John Frederick William Herschel                     |        | [ 4 ]        |
| 1835 |                                   | Manuel John Johnson                                 | Manuel John Johnson                                 |        | [ 4 ]        |
| 1834 |                                   | ni bila podeljena                                   | ni bila podeljena                                   |        |              |
| 1833 |                                   | George Biddell Airy                                 | George Biddell Airy                                 |        | [ 4 ]        |
| 1832 |                                   | ni bila podeljena                                   | ni bila podeljena                                   |        |              |
| 1831 |                                   | Marie-Charles Damoiseau                             | Marie-Charles Damoiseau                             |        | [ 4 ]        |
| 1831 | Henry Kater                       |                                                     |                                                     |        | [ 4 ]        |
| 1830 |                                   | Johann Franz Encke                                  | Johann Franz Encke                                  |        | [ 4 ]        |
| 1830 | William Richardson                |                                                     |                                                     |        | [ 4 ]        |
| 1829 |                                   | Friedrich Wilhelm Bessel                            | Friedrich Wilhelm Bessel                            |        | [ 4 ]        |
| 1829 | William Pearson                   |                                                     |                                                     |        | [ 4 ]        |
| 1829 | Heinrich Christian Schumacher     |                                                     |                                                     |        | [ 4 ]        |
| 1828 |                                   | Thomas Makdougall Brisbane                          | Thomas Makdougall Brisbane                          |        | [ 4 ]        |
| 1828 | James Dunlop                      |                                                     |                                                     |        | [ 4 ]        |
| 1828 |                                   | Caroline Herschel                                   | Caroline Herschel                                   | [ b ]  | [ 4 ]        |
| 1827 |                                   | Francis Baily                                       | Francis Baily                                       | [ d ]  | [ 4 ]        |
| 1826 |                                   | John Frederick William Herschel                     | John Frederick William Herschel                     |        | [ 4 ]        |
| 1826 | James South                       |                                                     |                                                     |        | [ 4 ]        |
| 1826 | Friedrich Georg Wilhelm Struve    |                                                     |                                                     |        | [ 4 ]        |
| 1825 |                                   | ni bila podeljena                                   | ni bila podeljena                                   |        |              |
| 1824 |                                   | Charles Babbage                                     | Charles Babbage                                     | [ e ]  | [ 4 ]        |
| 1824 | Johann Franz Encke                |                                                     |                                                     | [ e ]  | [ 4 ]        |

## Občasne nagrade

### Srebrna medalja
Dvakrat so podelili tudi srebrno medaljo.
- 1827: William Samuel Stratford, Mark Beaufoy
- 1824: Charles Rümker, Jean-Louis Pons

### Častna medalja 1848
- John Couch Adams
- George Biddell Airy
- Friedrich Wilhelm August Argelander
- George Bishop
- George Everest
- Peter Andreas Hansen
- Karl Ludwig Hencke
- John Frederick William Herschel
- John Russell Hind
- Urbain-Jean Joseph Le Verrier
- John William Lubbock
- Maxmilian Weisse